# Eumenes sakalavus
Eumenes sakalavus är en stekelart som först beskrevs av Henri Saussure 1900.  Eumenes sakalavus ingår i släktet krukmakargetingar, och familjen Eumenidae. Inga underarter finns listade i Catalogue of Life.